# وینتر، ساسکاچوان
وینتر، ساسکاچوان (به انگلیسی: Winter, Saskatchewan) یک منطقهٔ مسکونی در کانادا است که در ساسکاچوان واقع شده‌است.